# Robin Robin
Robin Robin es un especial de televisión de transmisión musical británico animado en stop-motion de 2021 producido por Aardman Animations y creado y dirigido por Dan Ojari y Mikey Please con un guion que escribieron con Sam Morrison. Fue nominado a Mejor Cortometraje de Animación en la 94.ª edición de los Premios de la Academia.

## Sinopsis
Cuando un pájaro petirrojo crece tras ser criado por una familia de ratones, sus diferencias se vuelven más evidentes cada vez que intentan colarse en la casa de Who-Man. Ahora, se embarca en un atrevido atraco para robar una estrella brillante y demostrarle a su familia y a un gato malicioso que puede ser un ratón realmente bueno.

## Reparto
- Bronte Carmichael como Robin
- Richard E. Grant como Magpie
- Gillian Anderson como Gato
- Adeel Akhtar como Papá ratón
- Amira Macey-Michael como Dink
- Tom Pegler como Pip
- Endeavour Clutterbuck como Flynn
- Megan Harris como Flin

## Producción
En noviembre de 2019, Aardman Animations y Netflix anunciaron que coproducirían el especial musical animado en stop-motion de media hora Robin Robin, dirigido por Dan Ojari y Mikey Please a partir de un guion escrito por Ojari, Please, y Sam Morrison y Sarah Cox produciendo el especial.

### Casting
En diciembre de 2020, Bronte Carmichael, Richard E Grant, Gillian Anderson y Adeel Akhtar fueron elegidos para el especial.

### Filmación
En noviembre de 2019, se anunció que la filmación comenzará en 2020 y es el primer proyecto de Aardman en utilizar fieltro de aguja en lugar de plastilina.

### Música
En diciembre de 2020, The Bookshop Band se reveló como los compositores con los directores Dan Ojari y Mikey Please escribiendo la letra de las canciones. La orquesta estuvo compuesta por el Bristol Ensemble.

## Lanzamiento
El 22 de noviembre de 2019, se esperaba que el especial se lanzara en 2020. El especial se estrenó el 27 de noviembre de 2021 en Asia y el 24 en América del Norte. El 17 de junio de 2021, se lanzó el tráiler oficial que confirma la fecha de lanzamiento.

## Mercancía
En marzo de 2021, Aardman Animation firmó un acuerdo de licencia con MacMillan Children's Books y Aurora World para libros relacionados y juguetes de peluche, respectivamente.